# Risk: Factions
Risk: Factions é um videojogo para a PlayStation 3 e a Xbox 360, disponível para descarregamento na PlayStation Network e na Xbox Live Arcade desde 12 de Janeiro de 2010 e 21 de Dezembro de 2010, respectivamente. O jogo foi baseado no famoso jogo de tabuleiro Risco  da Hasbro e permite jogar em modo single player e multiplayer, incluindo on-line.
O modo campanha em está divido em cinco capítulos. Cada capítulo desvenda cada uma das cinco facções do jogo. A jogabilidade no modo campanha é semelhante com o de seu antecessor, Risk: Global Domination. Para ganhar uma batalha, o jogo tem que atingir três objectivos e a reter controlo sobre a sua capital. Como alternativa, o jogo pode conquistar todos os seus adversários. As inovações introduzidas, comparando com o seu antecessor, são: overkill, características únicas a cada facção e terrenos dinâmicos. Overkills são conseguidos sempre que os jogadores obterem dois ou três 6s quando lançam os dados. Se o jogador obter dois 6s, ele destrói quatro unidades inimigas; se obter 3, todas as unidades inimigas em confronto são destruídas.